# Coremium gracile
Coremium gracile är en svampart som beskrevs av T. Macbr. 1926. Coremium gracile ingår i släktet Coremium och familjen Trichocomaceae.   Inga underarter finns listade i Catalogue of Life.